# George Mallory
George Herbert Leigh Mallory (Mobberley, 18 de juny de 1886 - Everest, 8 o 9 de juny de 1924) va ser un alpinista anglès que va participar en les tres primeres expedicions que es proposaren escalar l'Everest (1921, 1922 i 1924).
Va desaparèixer el juny de 1924 amb el seu company Andrew Irvine tractant d'arribar a l'Everest, després d'haver estat vistos a només 270 m per sota del cim, i el seu cos no va ser trobat fins al 1999 (el cos d'Andrew Irvine segueix desaparegut).

## Biografia
George Herbert Leigh Mallory va néixer a Mobberley, Cheshire el 1886. Va estudiar a l'escola primària de West Kirby abans de ser internat en un col·legi d'Eastbourne el 1896. Als catorze anys aconseguí una beca de matemàtiques al Winchester College. Va ser allà on fou introduït al món de l'escalada en roca per un dels seus professors, Graham Irving.
L'octubre de 1905 Mallory va ingressar al Magdalene College, Cambridge, per estudiar història. Allà va conèixer i fer amistat amb John Maynard Keynes i l'escalador Geoffrey Winthrop Young. Mallory va participar activament a la vida social i intel·lectual de la universitat: va fundar i actuar a la Marlowe Dramatic Society i va prendre part a les regates Oxford-Cambridge de 1906, 1907 i 1908.
En finalitzar els seus estudis es convertí en professor de l'escola Charterhouse School de Godalming. Entre els seus alumnes hi havia Robert Graves, de qui es va fer molt amic i a qui va introduir en el muntanyisme.
El 29 de juliol de 1914 Mallory es casà amb Ruth Turner (amb qui tingué tres fills), filla d'un arquitecte de Godalming. Durant la Primera Guerra Mundial va servir com a fuseller a la Royal Garrison Artillery, que va entrar en acció a Armentières. Abans de tornar a casa, el 1919, havia assolit el rang de tinent.

## A la muntanya
Mallory va ser introduït en el món de l'escalada pel seu professor Graham Irving, i l'escalador i amic Geoffrey Winthrop Young. Al llarg de la seva vida va realitzar ascensions per tota Gran Bretanya i els Alps, per acabar dirigint la seva atenció al llavors desconegut Himàlaia, on perdria la vida.

### Ascensions per Europa
Mallory va freqüentar les zones d'esclada del nord de Gal·les, on va començar la seva vida alpinística. El 1904 Mallory i un amic van tractar d'escalar el Mont Velan, als Alps, però van abandonar en caure. Posteriorment, el 1920 pujaria el Mont Blanc.

### Primera expedició a l'Everest (1921)
Mallory va prendre part en la primera expedició oficial britànica a l'Everest, promoguda per sir Francis Younghusband, amb l'objectiu d'explorar els accessos a la muntanya des del seu costat nord. El grup, el cap del qual era Charles Howard-Bury el componien tant membres del Britain's Alpine Club com del Royal Geographical Society.

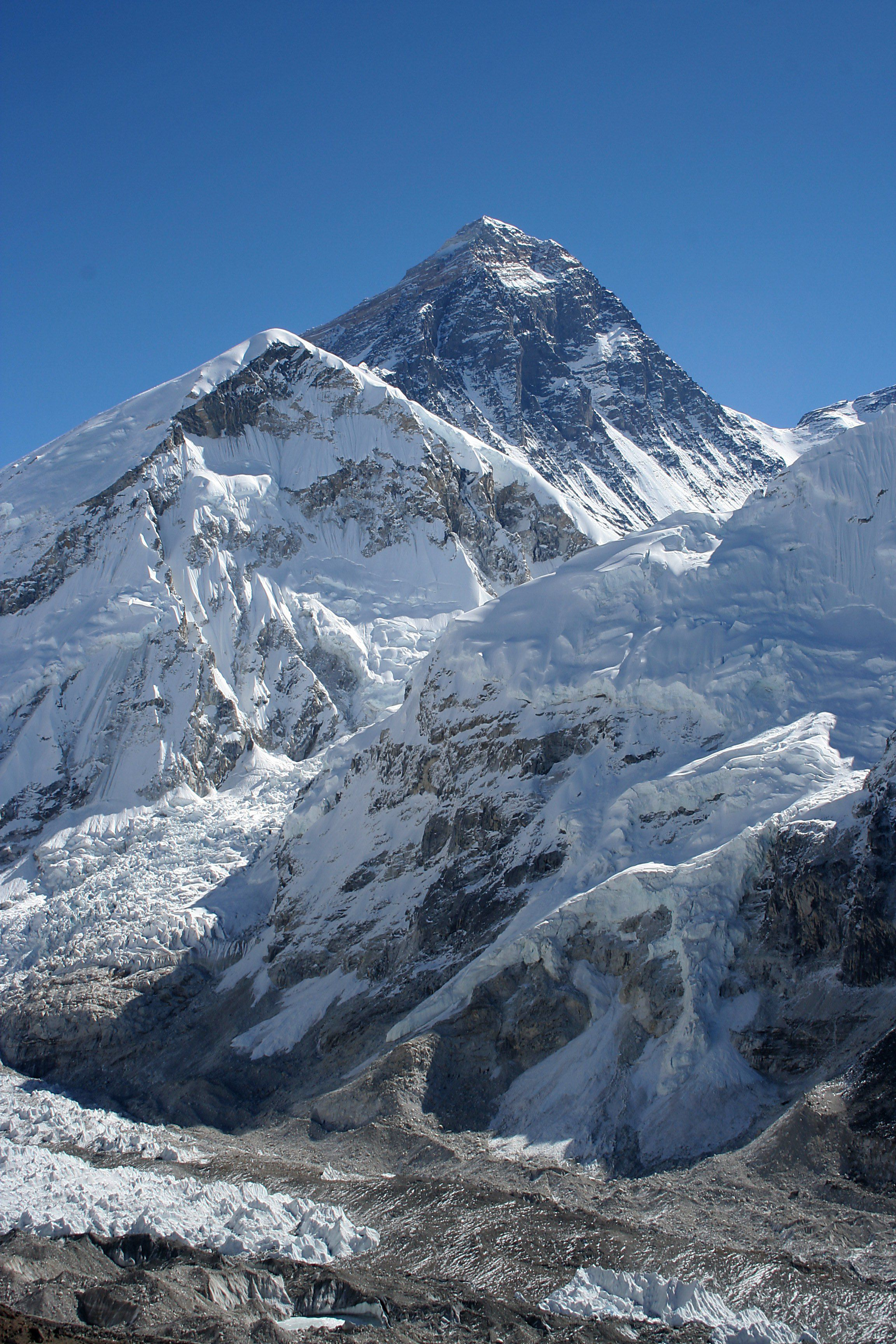
l'Everest (8.848m), on Mallory perdé la vida

La caravana, que va partir de Darjeeling (Índia), el maig de 1921, va haver de donar una immensa marrada, ja que els havia estat denegat el dret de pas pel Regne del Nepal. L'entrada al Tibet la van aconseguir gràcies a certes pressions, ja que el Dalai Lama estava buscant un aliat poderós del qual pogués aprofitar-se si la situació amb la Xina empitjorava. Durant la marxa d'aproximació va morir Alexander Kellas, únic component del grup que havia vist l'Everest anteriorment, i sabia distingir-lo entre la mar de cims que hi havia. La tasca de reconèixer-ho va recaure en Mallory. D'altra banda, les relacions dins el grup van anar empitjorant, ja que Mallory i Howard-Bury es professaven una profunda antipatia.
Una vegada establert el campament base a prop de la glacera de Rongbuk l'expedició es va dividir en tres grups d'exploració. El grup de Mallory l'integraven, a més d'ell, el seu amic Guy Bullock i el topògraf canadenc E. O. Wheeler, junt amb dotze xerpes. Junts van explorar els accessos a la muntanya. Després de descobrir la cascada del Khumbu, la Vall Oest (també coneguda com a Vall del silenci) i la boca de la glacera est del Rongbuk, van envoltar la vall de Khampa per trobar finalment el coll nord, que donava accés a la muntanya. Tanmateix, hi havia un últim escull: la glacera del Rongbuk tancava l'accés a l'esmentat coll. Wheeler va ser l'encarregat cartografiar la glacera i va ser Mallory qui finalment va trobar el pas que el travessava (Pas del Nord-est).

### Segona expedició a l'Everest (1922)
El 1922 Mallory va tornar a l'Everest com a membre de l'expedició liderada pel general Charles Granville Bruce, el cap d'escalada del qual era E. I. Strutt. Aquesta vegada l'objectiu era fer el cim. Per a això s'utilitzaria el mètode polar dissenyat per Longstaff, que consistia a situar campaments d'altura a mesura que se n'anava ascendint.
La polèmica principal va sorgir entorn de la utilització d'ampolles d'oxigen, pràctica que comptava amb partidaris i detractors. Sense oxigen suplementari, junt a Howard Somervell, Norton i Morshead van escalar fins als 7.600 msnm, on van fer nit. L'endemà, deixant Morshead enrere perquè patia mal d'altura, van assolir els 8.000 msnm per primera vegada en la història, però van haver de tornar enrere.
L'endemà l'australià George Ingle Finch i el britànic Geoffrey Bruce, amb oxigen suplementari van iniciar un nou atac i van superar el rècord establert per Mallory, Somervell i Norton, en assolir els 8.230 msnm. Mallory va tractar d'organitzar un tercer atac abans que de l'arribada del monsó, però durant l'aproximació una allau arrossegà el grup, matant set xerpes. Aquest tràgic fet va posar fi a l'expedició de 1922.

### Tercera expedició a l'Everest (1924)
Mallory va passar l'any 1923 de gira per Amèrica promovent la pròxima expedició a l'Himàlaia. Allà, lluny de l'ambient d'Anglaterra, on l'Everest s'havia convertit en una qüestió nacional, Mallory es va trobar amb una opinió general que no comprenia la finalitat d'una ascensió a la muntanya més alta del món. La llegenda diu que a la pregunta de per què escalar-la, ell es va limitar a contestar : Perquè és allà.
El 1924 una nova expedició britànica va arribar a l'Himàlaia. El seu cap era Charles Granville Bruce, que va emmalaltir ben aviat, cosa que va fer que les decisions recaiguessin sobre Somervell, Norton i Mallory. Un dels nous membres de l'expedició era Andrew Irvine, de 21 anys.
Abans que cap cordada fes el primer intent, un temporal va sorprendre quatre xerpes que estaven realitzant tasques de proveïment en altura. Després de quatre dies atrapats, i tot i que el temps no millorava, Norton, Somervell i Mallory van pujar per rescatar-los. Això els deixà esgotats, però van decidir fer dos intents d'atac al cim al cap de pocs dies.
Somervell i Norton, sense ajuda d'oxigen, l'intentarien primer pel Gran Corredor (que d'ara endavant seria conegut com a Corredor Norton). Mallory i Irvine l'intentarien després amb oxigen, prenent la ruta de l'aresta nord fins a connectar amb l'aresta nord-est. Norton i Somervell van escalar sense oxigen fins als 8.570 metres. Però Norton arrossegava una malaltia i van haver de fer mitja volta.
El 7 de juny Mallory i Irvine, acompanyats per alguns portadors, van marxar cap al cim per l'aresta nord-est. Uns altres dos escaladors de l'expedició, Noel Odell i Hazzard, romandrien en un campament al coll nord com a suport a la cordada de Mallory. Després de la primera jornada de marxa el grup va assolir els 8.160 msnm, on van instal·lar l'últim campament, el C6. Després, els portadors van descendir. L'endemà Mallory i Irvine van partir cap al cim. Des del seu campament al coll nord, Noel Odell seguia la progressió dels dos homes amb un telescopi i mai més se'n va saber més de Mallory i Irvine. Noel Odell afirmà que el darrer contacte visual es produí a les 12,50 h, quan Mallory i Irvine ascendien el primer esglaó decididament.

## Homenatges
El 5 de febrer de 1924, en la cerimònia de clausura dels primers Jocs Olímpics d'hivern, organitzats a Chamonix, França, Pierre de Coubertin va lliurar 13 medalles d'or d'alpinisme en reconeixement dels èxits dels membres de l'expedició britànica a l'Everest de 1922. Les medalles van ser acceptades pel tinent coronel Edward Strutt, vicelíder de l'expedició.